# Kitzeln

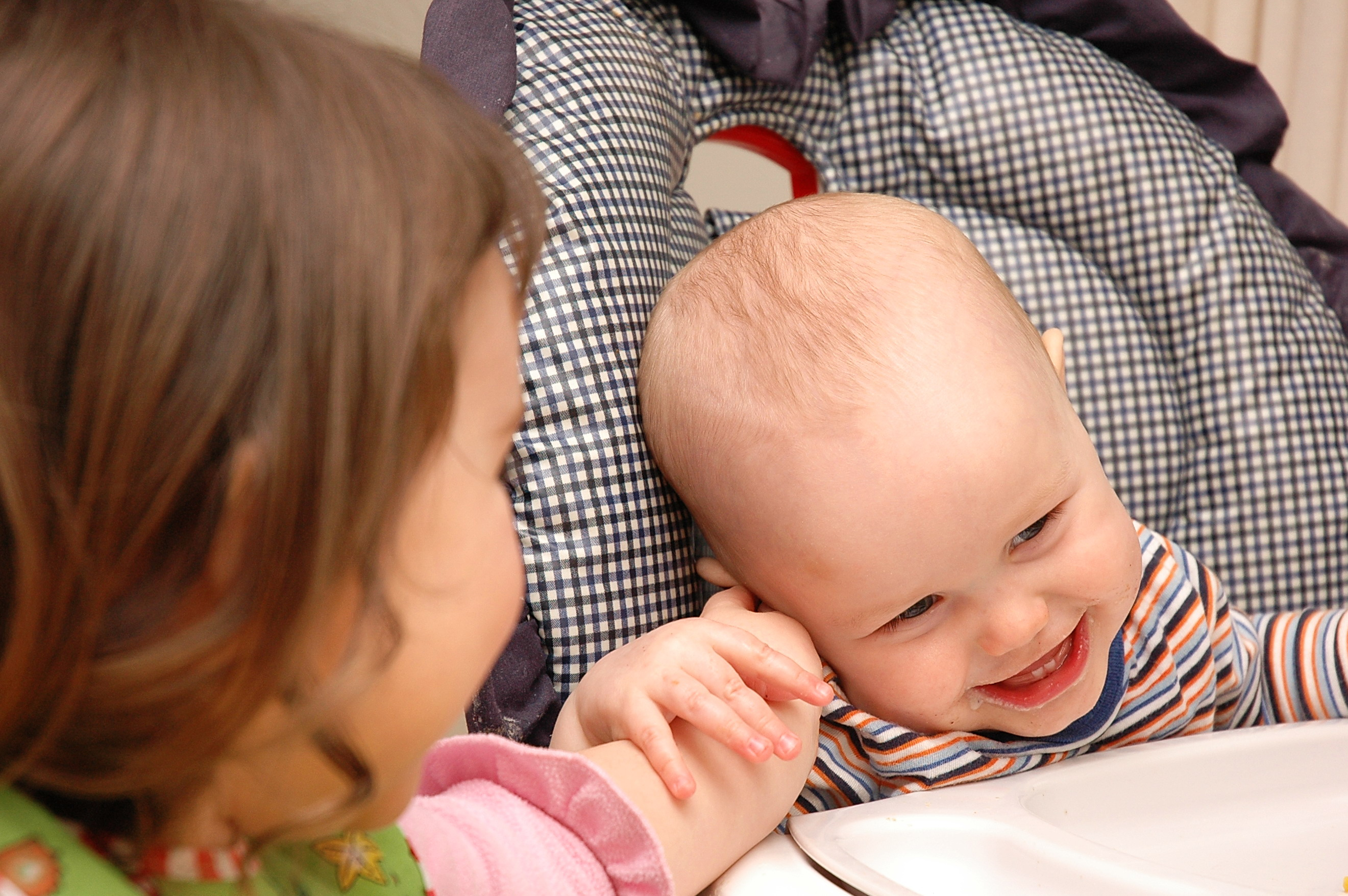
Beispiel Kitzeln

Kitzeln beschreibt den Versuch, durch leichtes Berühren des Körpers einen Reflex in Form von unfreiwilligem Lachen, Schreien oder Zuckungen zu erzeugen. Auf den sogenannten Kitzel reagieren die meisten Menschen auf die beschriebene Weise, manche Tiere durch Zucken oder Laute. Unterschieden werden Knismesis, ein sanftes Kitzeln, etwa durch eine Feder oder durch Streicheln, und Gargalesis, eine massive, oft beinahe schmerzhafte Kitzelattacke, bei der ein punktueller Druck auf empfindliche Körperpartien ausgeübt wird.

## Etymologie und Sprachgebrauch
Der Begriff wird als laut- und bewegungsnachahmende affektische Bildung des Germanischen angesehen.
Verwandte Wörter und Wortformen sind althochdeutsch kizzilōn (8. Jahrhundert), kuzzilōn (nur oberdeutsch, 10.8. Jahrhundert), mittelhochdeutsch kitzeln, kützeln; altsächsisch kitilon, mittelniederdeutsch kettelen, mittelniederländisch/niederländisch kittelen, englisch (mundartlich) kittle; altnordisch kitla, schwedisch kittla.
In der Kindersprache wird der Ausdruck killekille bzw. killekille machen für das Kitzeln benutzt.
In einer übertragenen Bedeutung spricht man von „Kitzel“ bei einer reizvollen Verlockung, etwas Ungehöriges, Gefährliches oder Verbotenes zu tun, und von „Nervenkitzel“ bei der Erregung durch eine besonders spannende oder gefährliche Situation.

## Theorien und Forschung

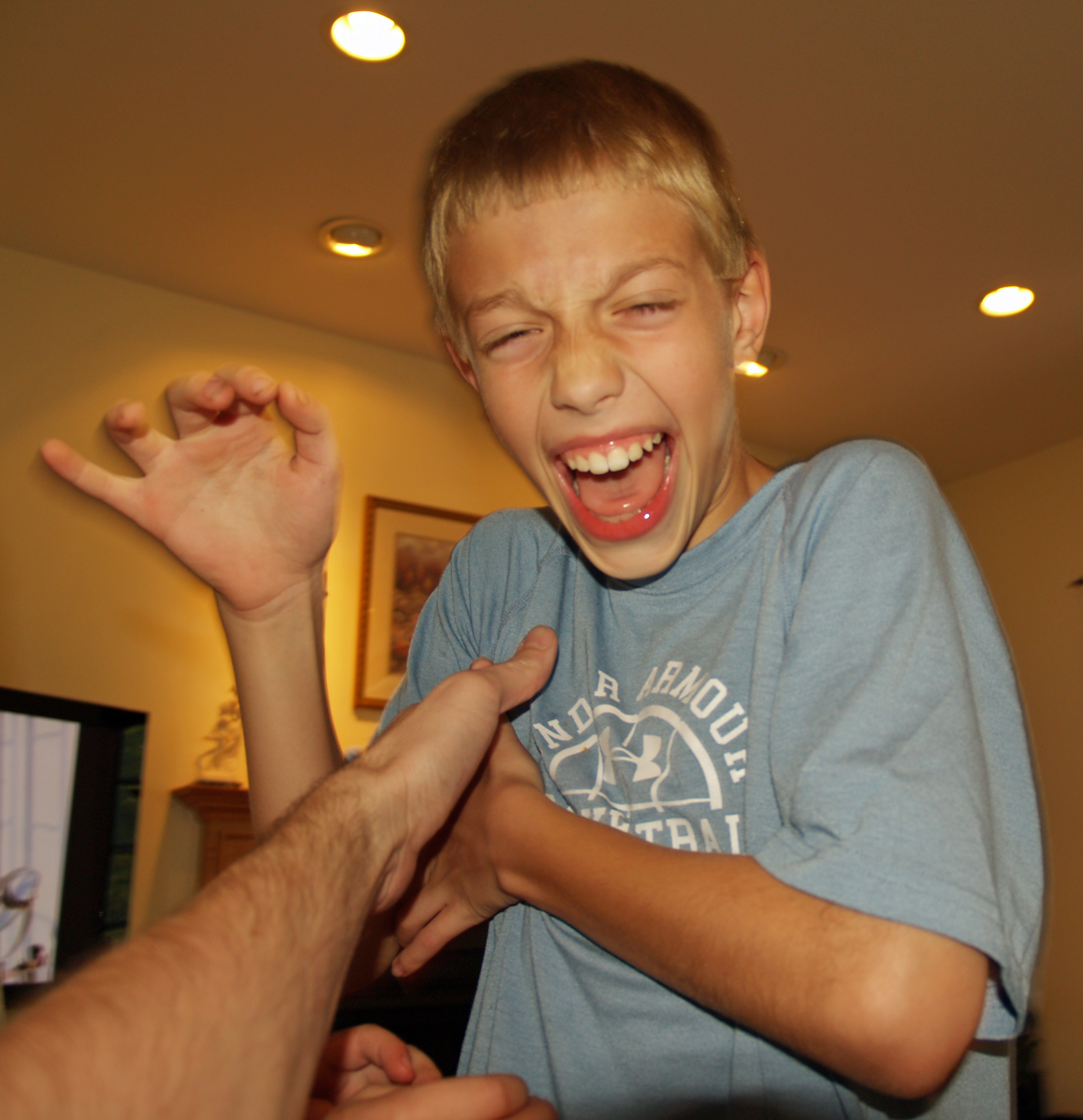
Lachen und ein gequälter Blick – eine typische Reaktion auf das Kitzeln.

Kitzeln ist fast immer eine Form der gesellschaftlichen Interaktion.
In der Wissenschaft gibt es viele Theorien. Charles Darwin stellte die Theorie der Verbindung des Kitzelns mit sozialen Beziehungen auf; demnach provoziere Kitzeln das Lachen durch die Erwartung von Genuss. Wenn ein Fremder ein Kind ohne Vorwarnung kitzelt und es dabei überrascht, so bestehe die Reaktion wahrscheinlich aus Rückzug oder Missvergnügen statt Lachen und Jauchzen. Darwin vermutete, dass Kitzeln nur dann wirksam sei, wenn der genaue Punkt der Stimulation nicht im Voraus bekannt ist, und begründete dies damit, dass Selbstkitzeln nicht möglich sei. Das allerdings ist umstritten, da Kitzeln auch möglich ist, wenn der genaue Punkt von der betroffenen Person gesehen wird, also bekannt ist.
Der Psychologe Clarence Leuba interpretiert das Kitzeln als reinen Schutzreflex. Andere Forscher sprechen von einer Erleichterungsfunktion nach einem Schreck, da das Gehirn merke, dass es sich bei der Berührung nicht um eine Bedrohung handelt.
Der Kitzelreflex ist auch bei Tieren bekannt. So soll Washoe, eine Schimpansin, die die amerikanische Gebärdensprache gelernt hatte, wiederholt den Forschern das Zeichen für „kitzel mich“ gegeben haben. In Experimenten mit Ratten, die wahrscheinlich auf den Menschen übertragbar sind, wurden spezialisierte Zellen im Gehirn entdeckt, die besonders auf Kitzeln reagieren. Bei Eigenberührungen werden diese Zellen unterdrückt. Wie Menschen müssen Ratten dabei auch vor allem bei guter Stimmung und im jungen Alter lachen.

## Selbstkitzeln und Fremdkitzeln
Eine Besonderheit des Kitzelns ist, dass Menschen nicht lachen, wenn sie sich selbst kitzeln. Selbstkitzeln ist für einige Menschen zwar möglich, aber in geringerem Maße als das normale Kitzeln durch eine andere Person. Bereits Aristoteles kam zu der Erkenntnis, dass alles, was von jemandem selbst kommt, und sei es eine Kitzelbewegung, keine Gefahr bedeute und daher ignoriert werde.
Sarah-Jayne Blakemore und Kollegen maßen die Gehirnaktivität von Personen, die gekitzelt wurden oder sich selbst kitzelten, mit Hilfe eines Magnetresonanztomografen und stellten so fest, dass das Kleinhirn beim Selbstkitzeln weniger aktiv ist als beim Fremdkitzeln. Um die Versuchspersonen zu kitzeln, wurde ein Roboterarm verwendet. Wenn die Versuchspersonen den Kitzelroboter mit einem Joystick selbst steuerten, bewerteten sie ihre Empfindung als weniger kitzlig. Wenn die Reaktion des Kitzelroboters auf die Steuerung durch den Joystick schrittweise um bis zu 0,2 Sekunden verzögert wurde, empfanden sie den Reiz als zunehmend kitzliger. Dies legt nahe, dass das Kleinhirn dem somatosensorischen Cortex genaue Informationen zu der Position des Kitzelortes übergibt und zu der Empfindung, die zu erwarten ist. Anscheinend sorge ein kortikaler Mechanismus für die Reduktion oder Unterdrückung des Kitzelreizes. In weiteren Versuchen stellten die Autoren fest, dass nicht nur eine zeitliche Verzögerung der Reaktion des Kitzelroboters zu einem kitzligeren Gefühl führt, sondern dass eine deutliche Abweichung der Bewegungsrichtung bei der kitzelnden Berührung von der zu erwartenden Bewegungsrichtung denselben Effekt hat. Je weniger also jemand im Voraus weiß, wann und wo er gekitzelt wird, desto intensiver ist das Kitzelgefühl. Das Selbstkitzeln funktioniert nicht, weil man dabei immer schon weiß, wann und wie man sich kitzeln wird.

## Folter
Lange andauerndes Kitzeln kann für Menschen so unerträglich sein, dass es als Foltermethode zu bezeichnen ist. Zum Kitzelreiz selbst kommen nach längerer Zeit durch das Lachen und Bewegungsreflexe verursachte Lungen- und Muskelschmerzen. Kitzeln als Folter überlebte bis ins Mittelalter und die Zeit des kolonialen Amerika, allerdings im Wesentlichen zur öffentlichen Demütigung. Wenn ein Übeltäter mit den nackten Füßen im „Stock“ (Fußblock) fixiert wurde, konnten ihn Passanten an den Fußsohlen kitzeln.
In Grimmelshausens Roman Der abenteuerliche Simplicissimus wird der Einsatz einer Ziege zum Zweck der Kitzelfolter erwähnt. Der Held des Romans berichtet, wie Soldaten im Dreißigjährigen Krieg den elterlichen Hof überfallen und seinen Vater quälen, um zu erfahren, wo er seine Wertsachen versteckt hatte:

„[S]ie setzten ihn zu einem Feuer, banden ihn, daß er weder Händ noch Füß regen konnte, und rieben seine Fußsohlen mit angefeuchtem Salz, welches ihm unser alte Geiß wieder ablecken, und dadurch also kitzeln mußte, daß er vor Lachen hätte zerbersten mögen; das kam so artlich, daß ich Gesellschaft halber, oder weil ichs nicht besser verstund, von Herzen mitlachen mußte. In solchem Gelächter bekannte er seine Schuldigkeit, und öffnet’ den verborgenen Schatz, welcher von Gold, Perlen und Kleinodien viel reicher war, als man hinter Bauren hätte suchen mögen.“

Außer bei Grimmelshausen ist die Ziegenfolter in der Literatur nicht sicher bezeugt und könnte auch seiner Phantasie entsprungen sein. Eine moderne bildliche Darstellung im Mittelalterlichen Kriminalmuseum Rothenburg ob der Tauber zeigt das Ziegenlecken als Begleitumstand einer Ehrenstrafe: Neben zwei am Pranger stehenden Frauen mit Schandmasken sitzt ein Mann im Stock; ein Passant lässt seine Ziege an den eingespannten Füßen des Delinquenten lecken, ein anderer kitzelt ihn an der Nase.